# Морнас
Морна́с (фр. Mornas) — коммуна во французском департаменте Воклюз региона Прованс — Альпы — Лазурный Берег. Относится к кантону Боллен.					

## Географическое положение
Морнас расположен в 29 км к северу от Авиньона. Соседние коммуны: Мондрагон на севере, Юшо и Сериньян-дю-Конта на востоке, Пьоленк на юго-востоке, Сент-Этьенн-де-Сор на юго-западе, Венежан на западе.

### Гидрография
С запада по краю коммуны протекает Рона. Кроме этого, по территории коммуны протекает приток Роны Ле.

## Демография
Население коммуны на 2010 год составляло 2305 человек.
| 1962 | 1968 | 1975 | 1982 | 1990 | 1999 | 2010 |
| ---- | ---- | ---- | ---- | ---- | ---- | ---- |
| 915  | 1103 | 1189 | 1737 | 2087 | 2205 | 2305 |

## Достопримечательности
- Крепость и замок Морнас, XI—XIV века.
- Церковь Нотр-Дам--де-Валь-Ромижье, XI—XII века.
- Церковь Сен-Жорж, XIX век.
- Ворота святого Николая и святого Петра.
- Остатки крепостных сооружений.
- Часовня Сент-Бодиль.
- Часовня Сен-Пьер.
- Часовня Сент-Сиффрен.
- Кельтская скульптура Лев Морнаса.

## Галерея

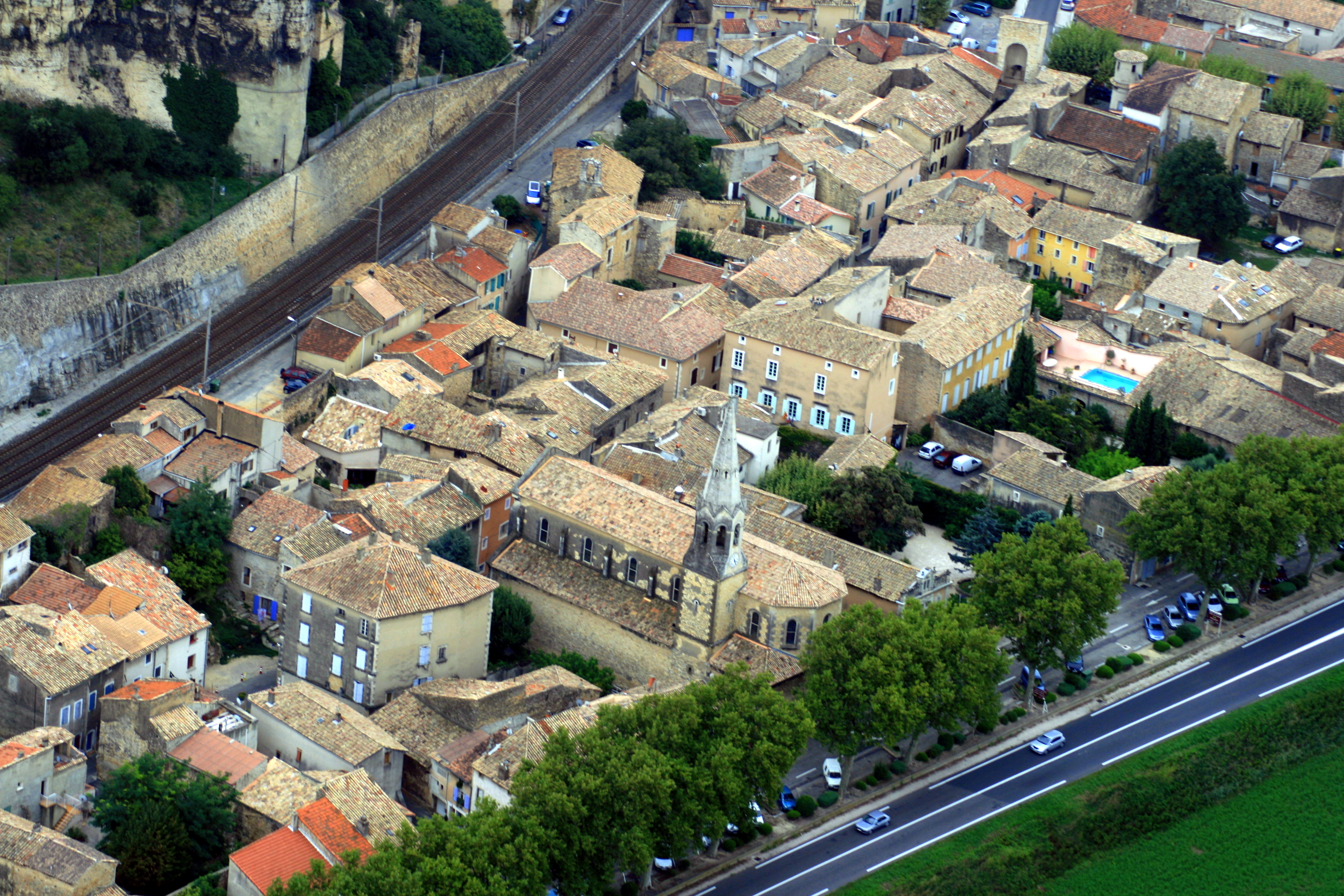
Город между автомагистралью и железной дорогой.
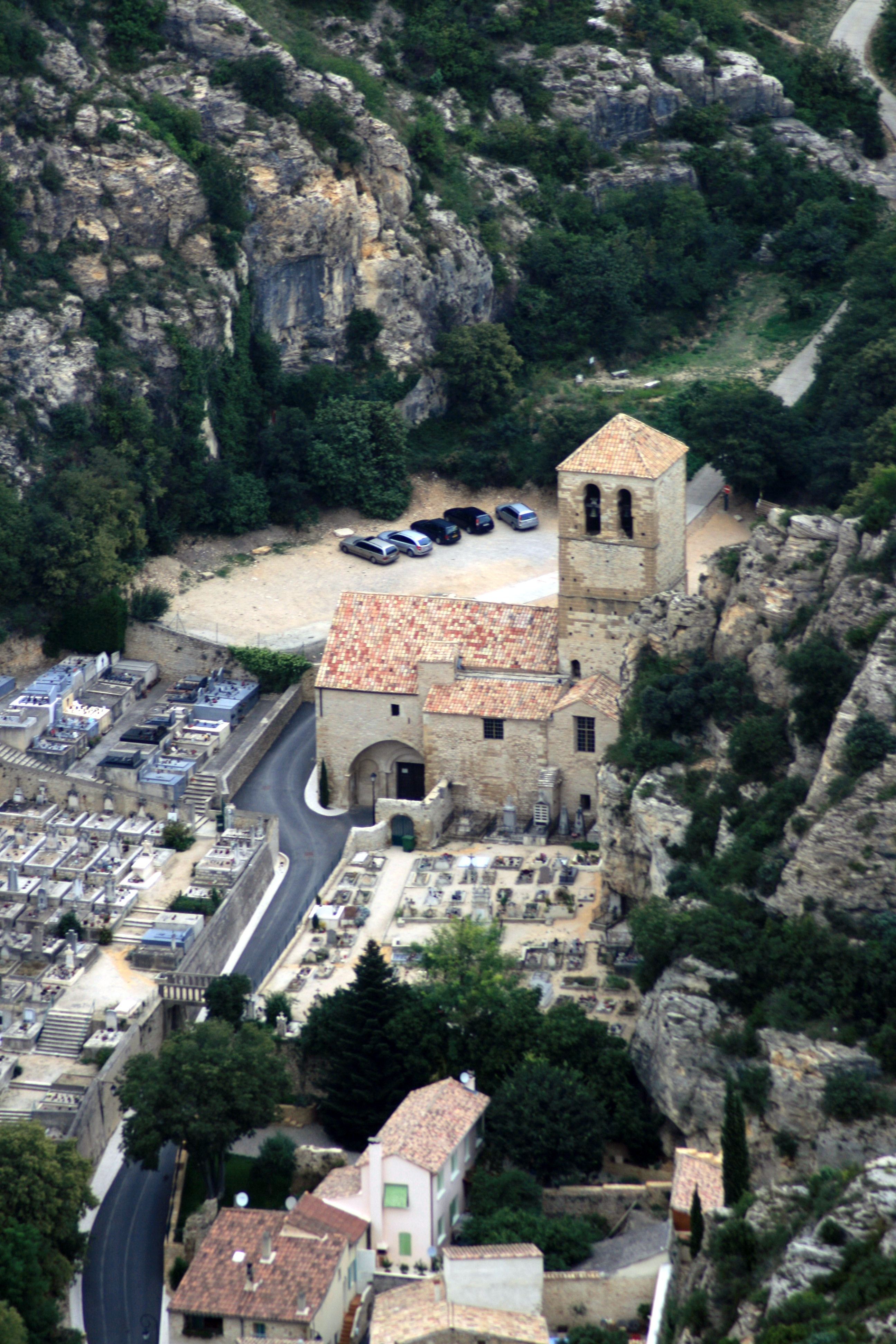
Церковь Нотр-Дам--де-Валь-Ромижье и кладбище.
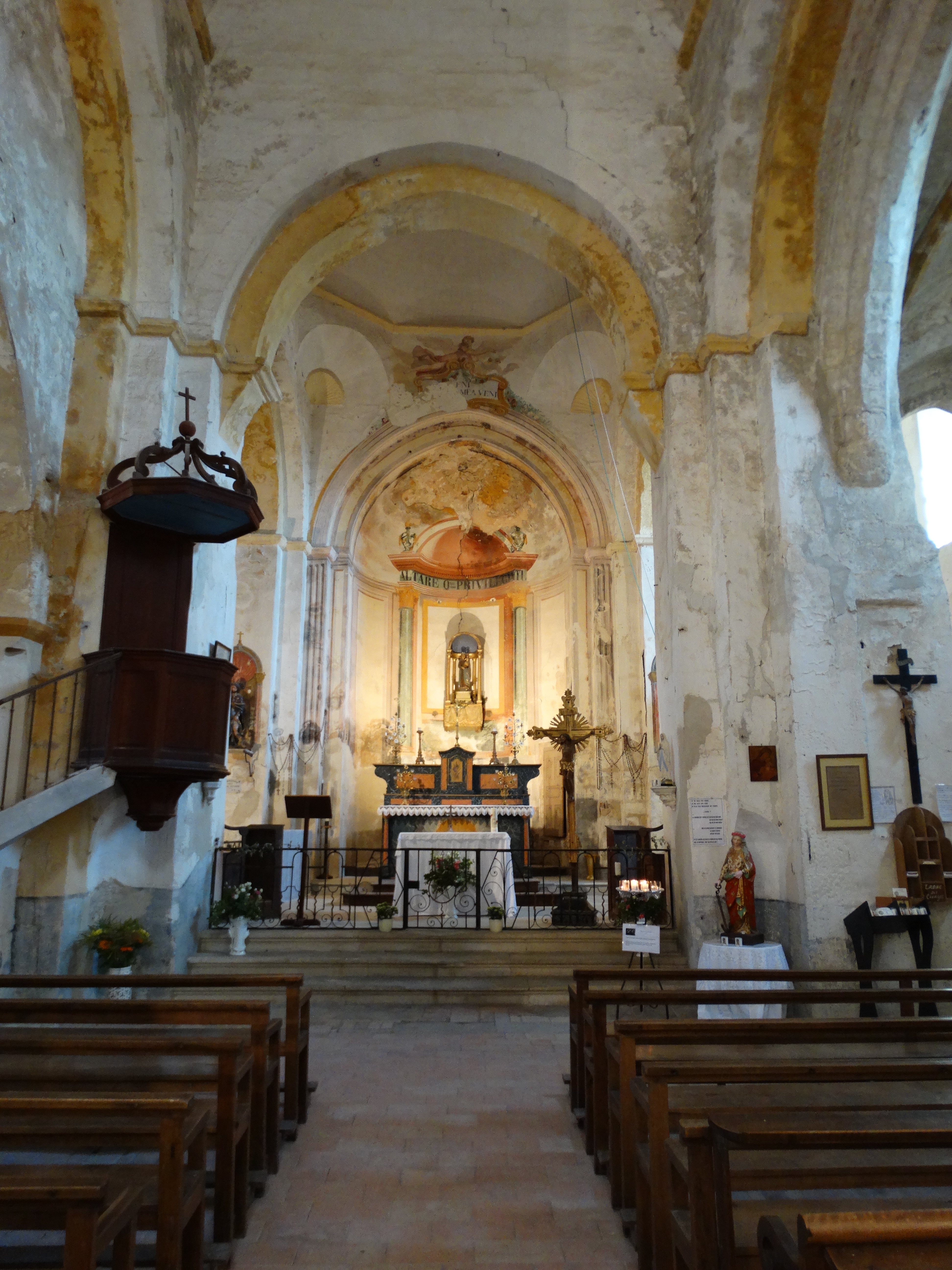
Интерьер церкви Нотр-Дам.
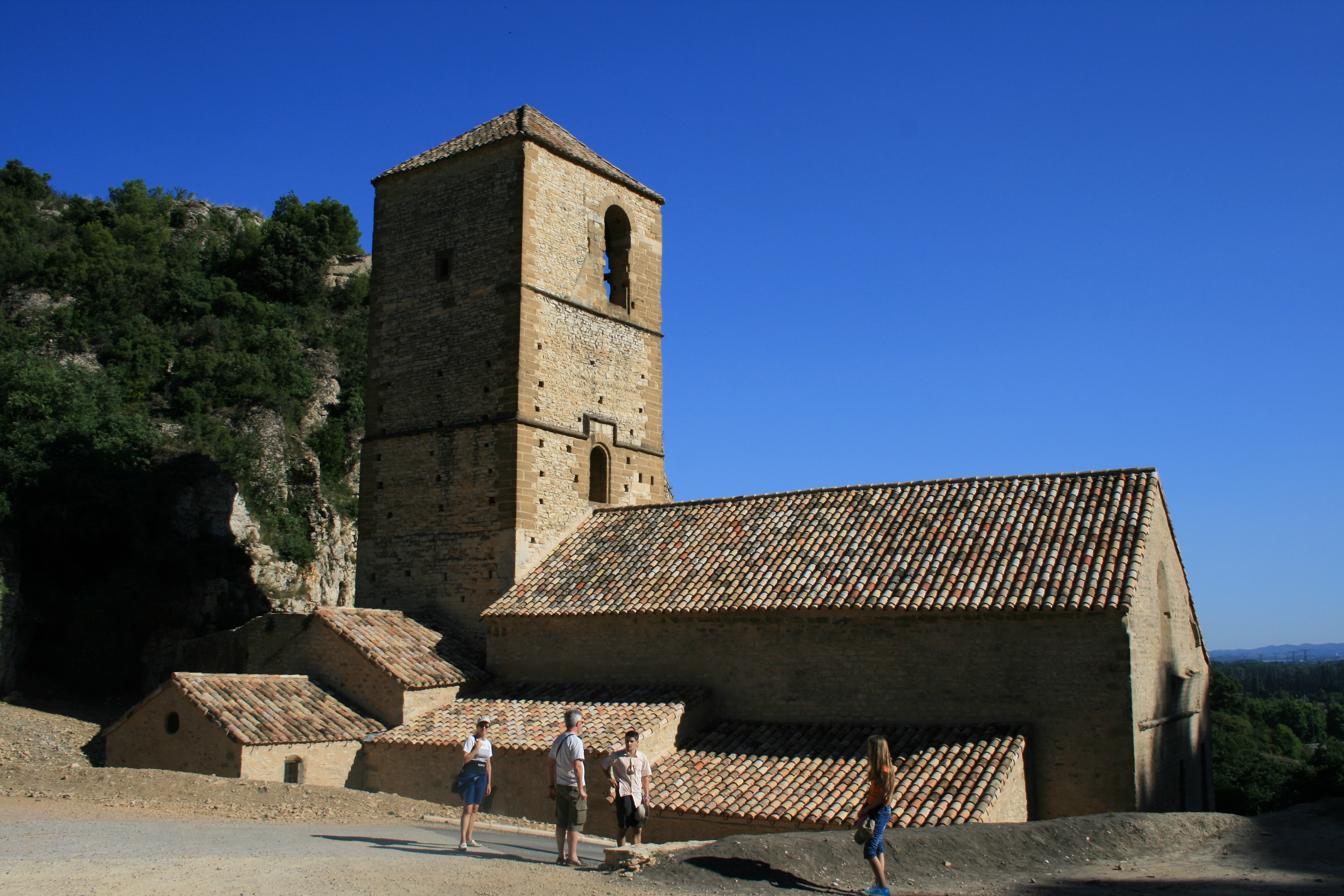
Готическая церковь.
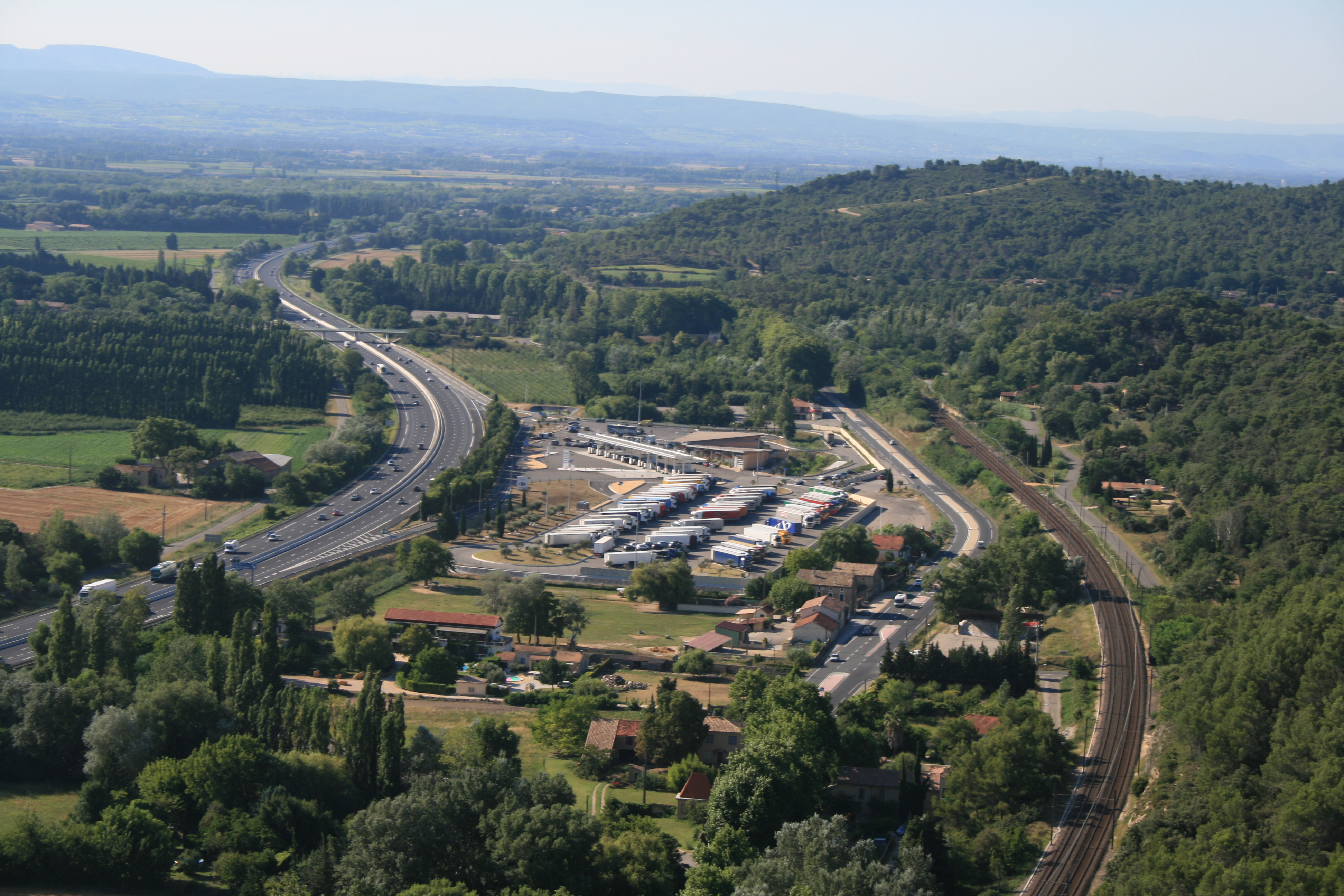
Автодорога в окрестностях Морнаса.
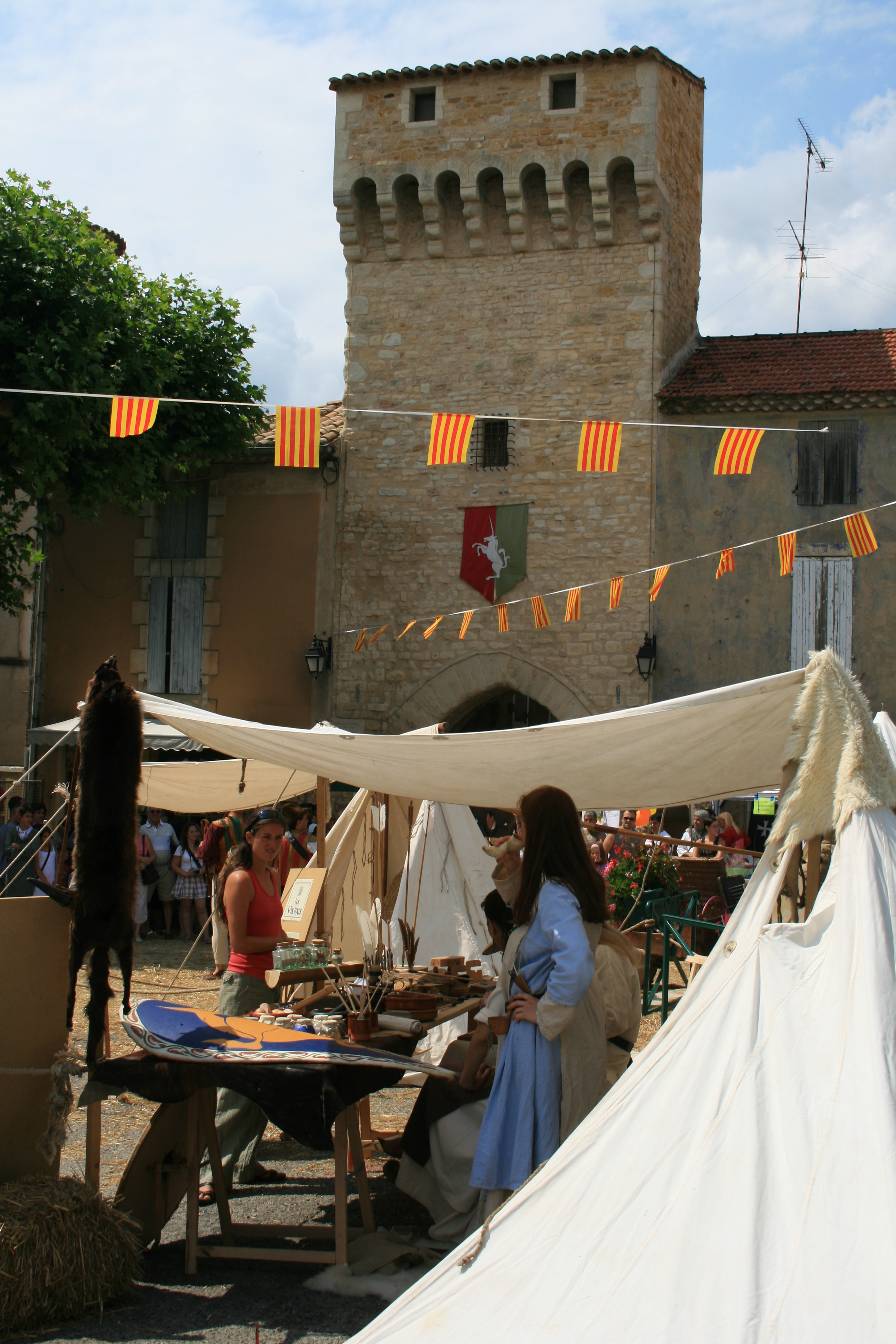
Средневековый праздник летом.
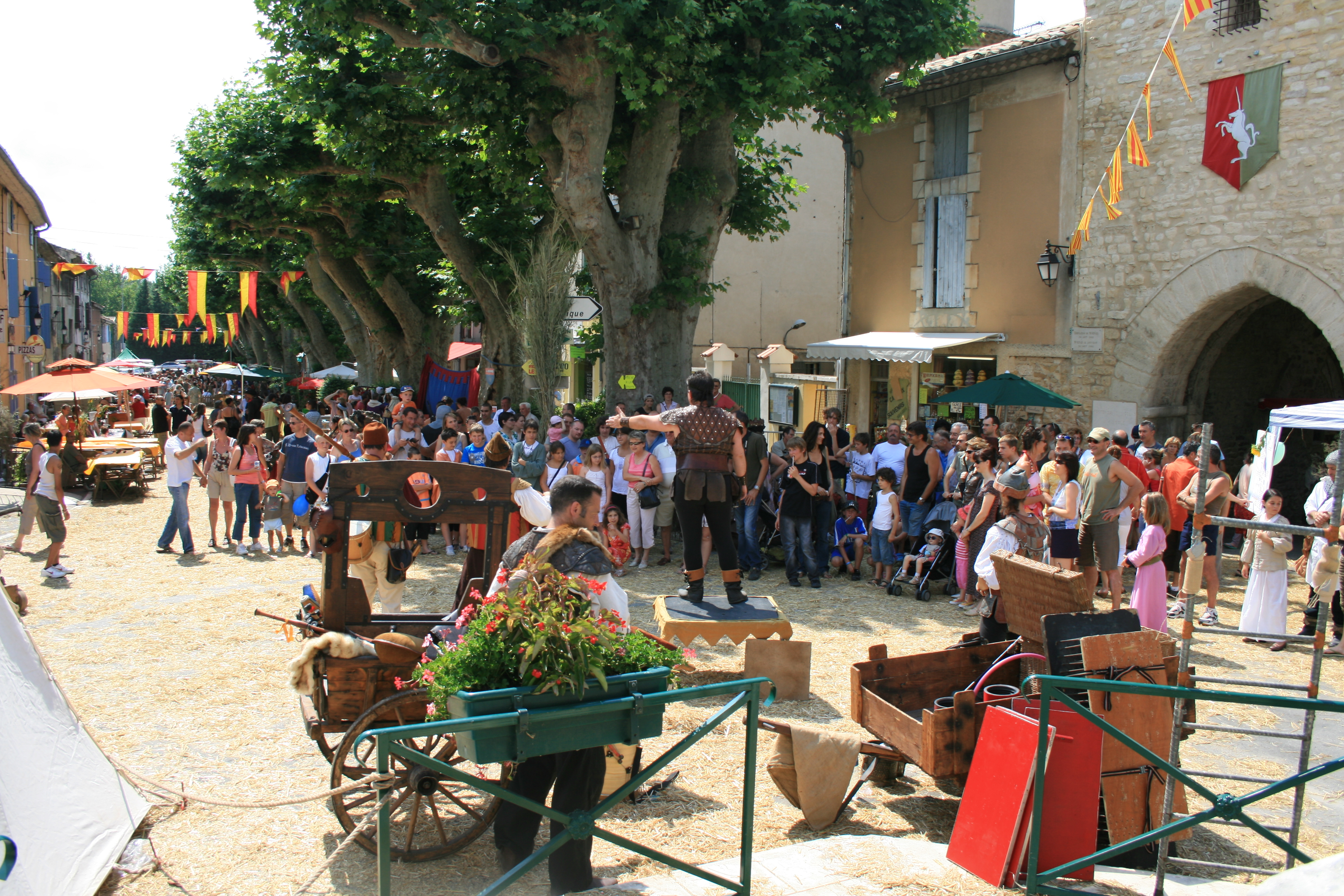
Выступление передвижного балагана.
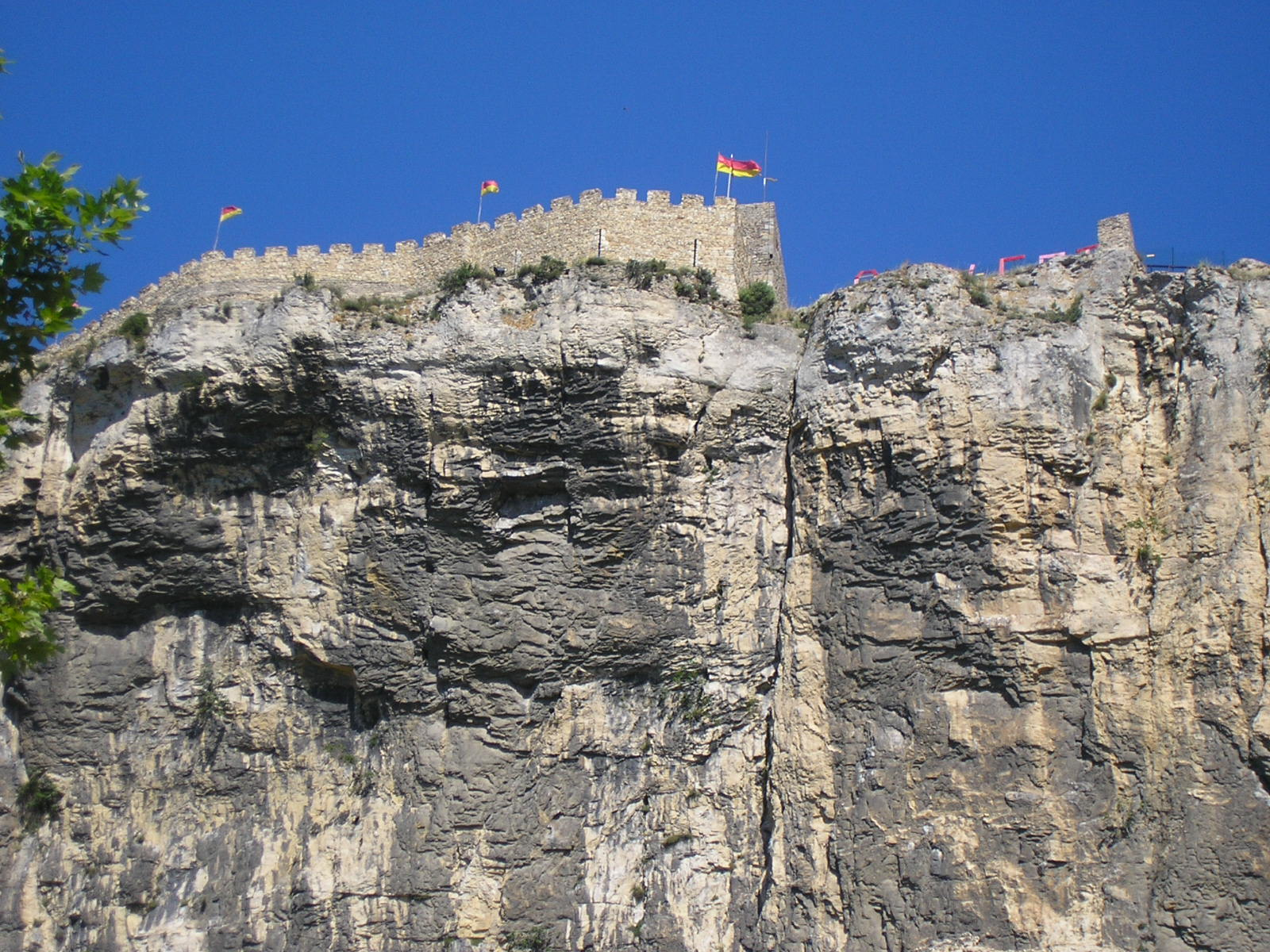
Замок Морнас.
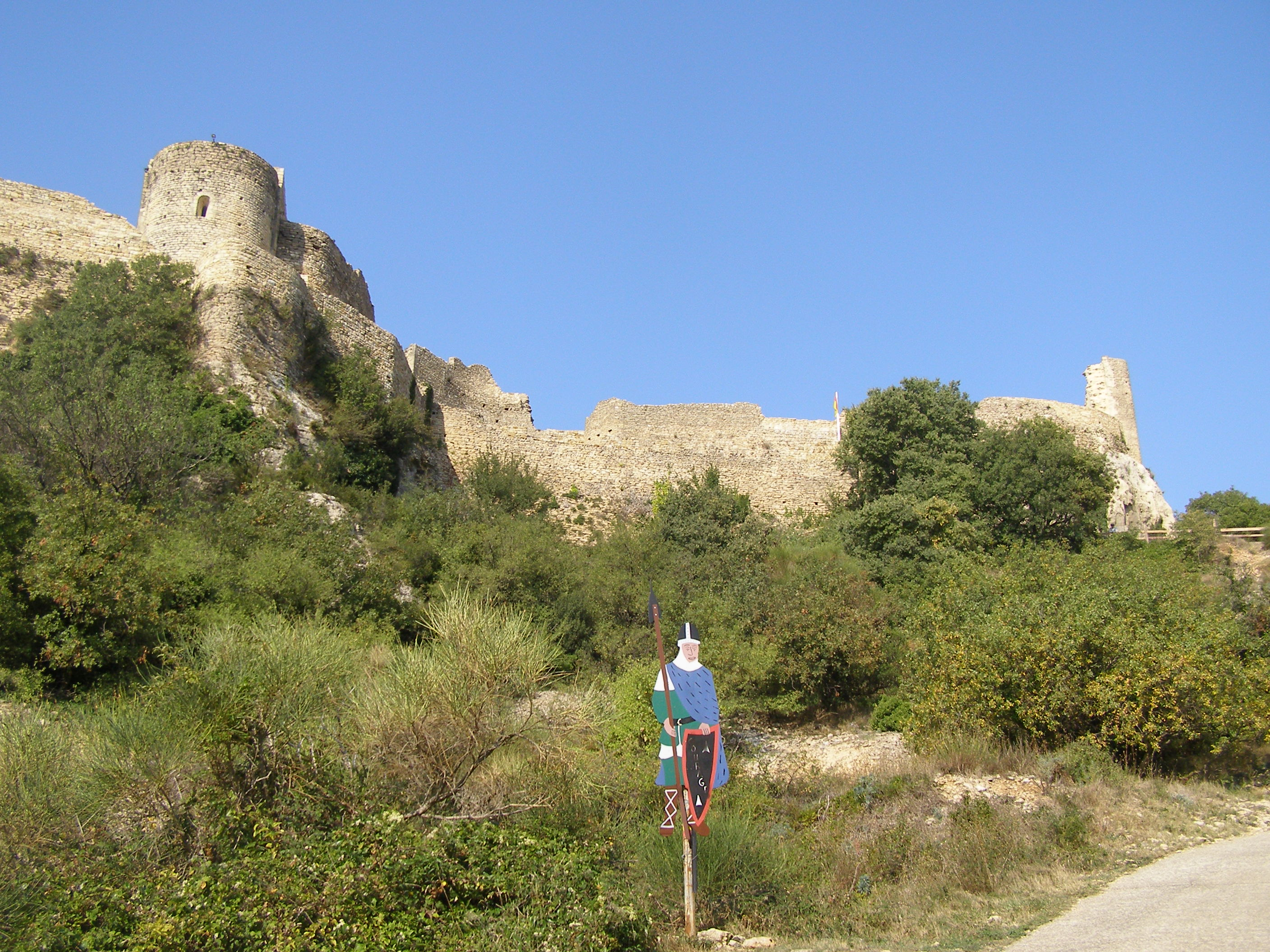
Внешний вид на крепость.
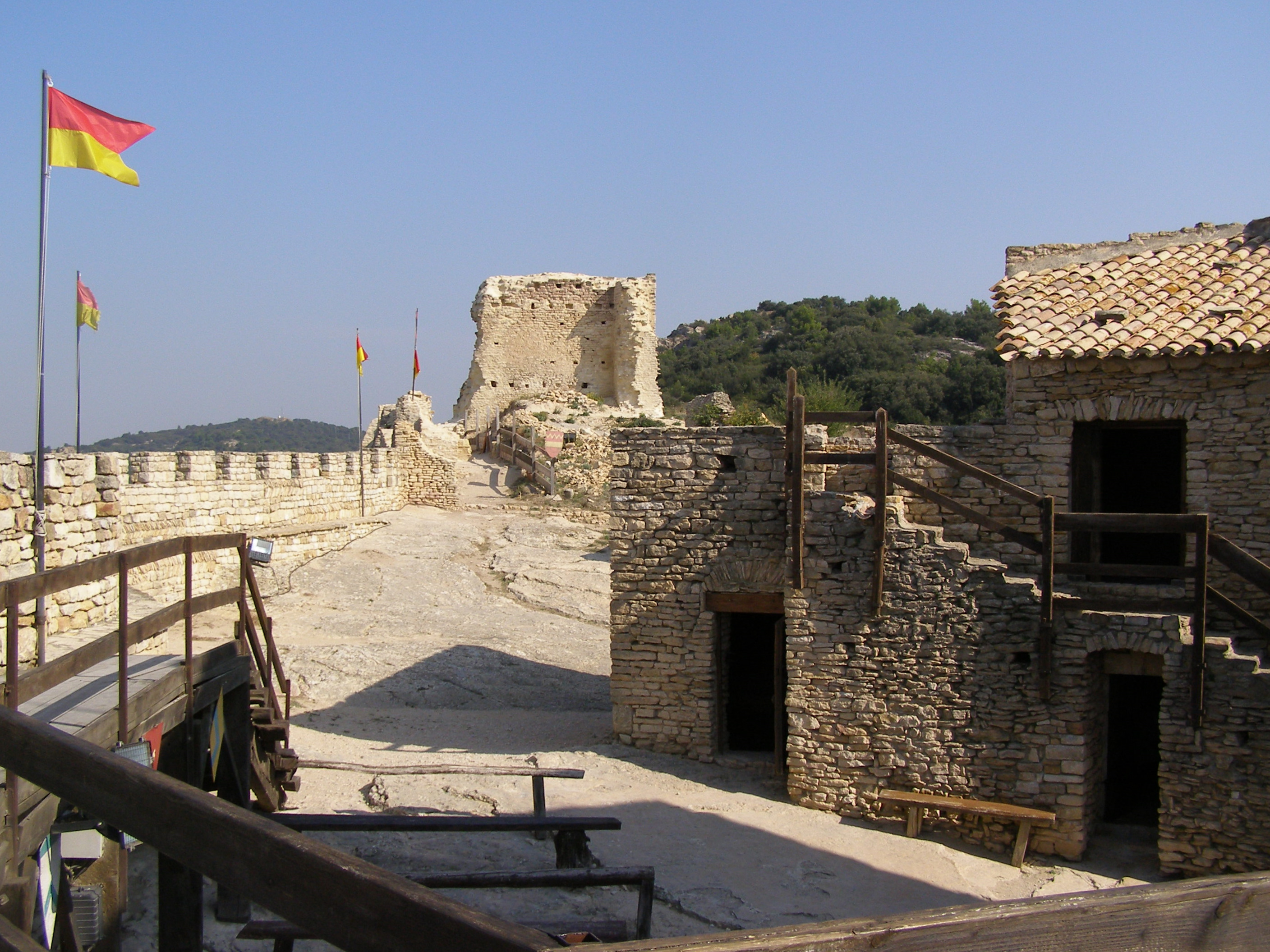
Крепость внутри.
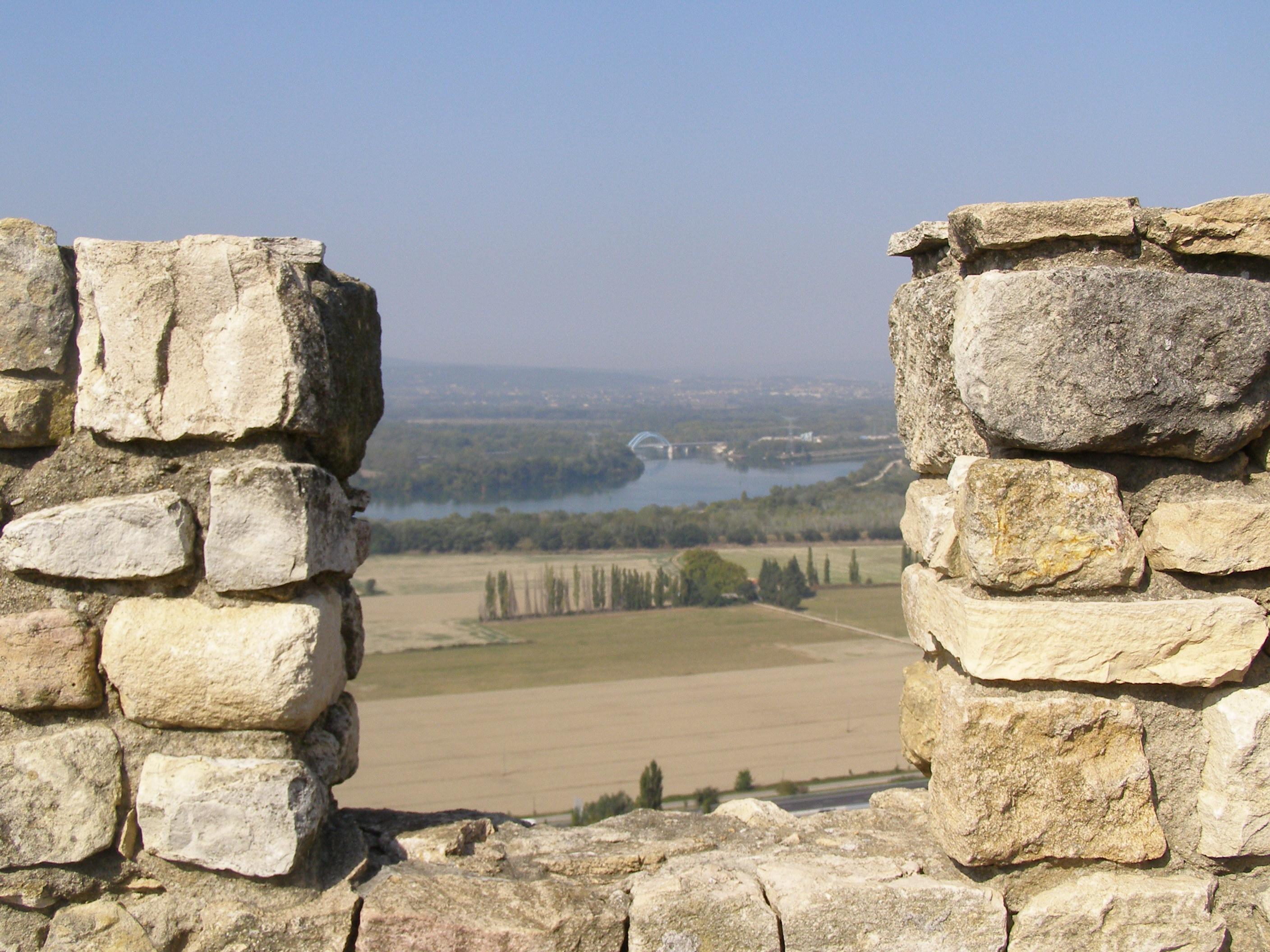
Вид из крепости на долину Роны.
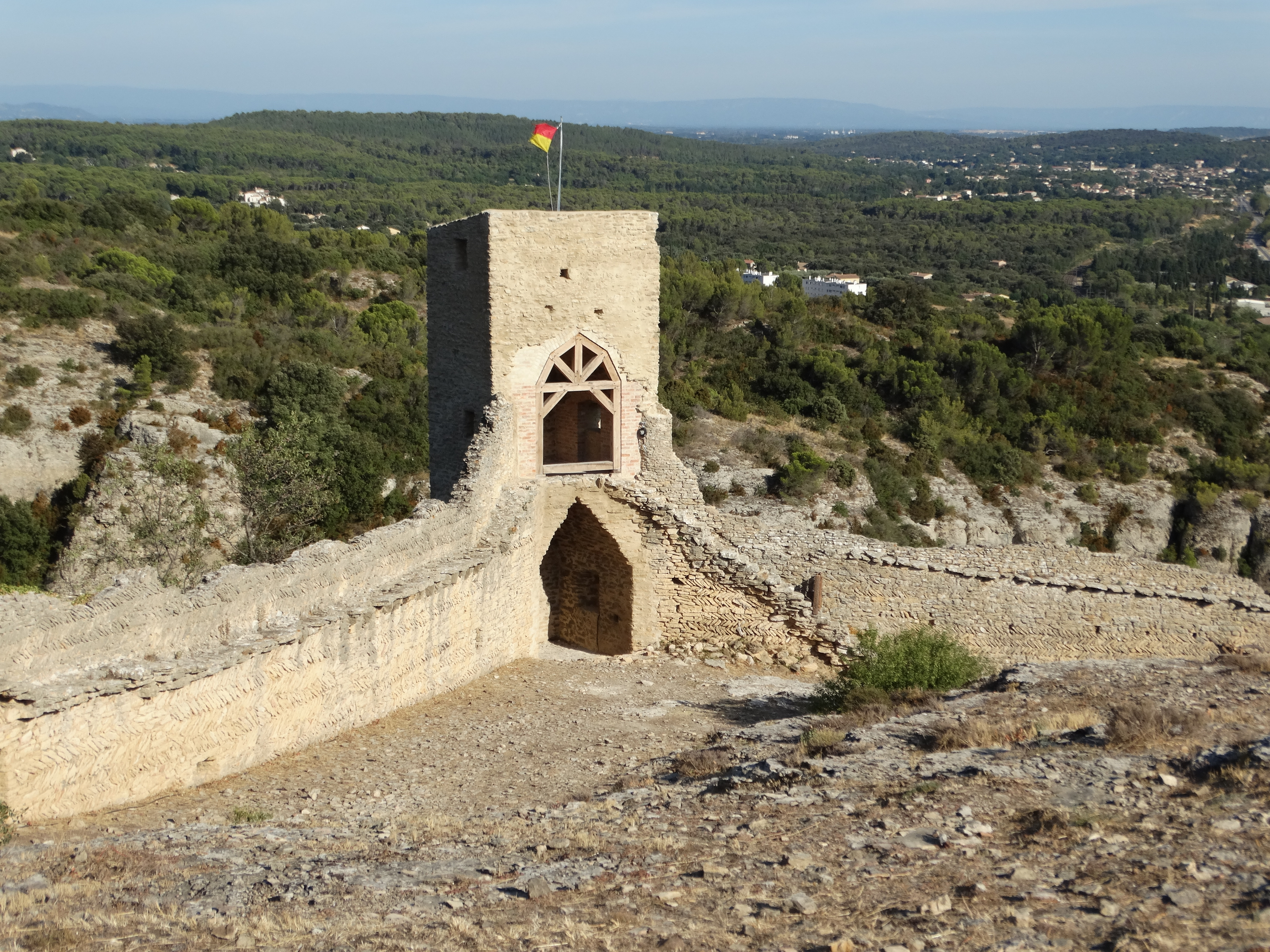
Одна из угловых башен крепости.